# Дедуровська сільська рада
Дедуро́вська сільська рада (рос. Дедуровский сельский совет) — сільське поселення у складі Оренбурзького району Оренбурзької області Росії.
Адміністративний центр та єдиний населений пункт — село Дедуровка.

## Населення
Населення — 1569 осіб (2019; 1632 в 2010, 1571 у 2002).